# Baldomero Fernández Ladreda
Baldomero Fernández Ladreda (18 de julho de 1906 - 15 de novembro de 1947) foi um político do Partido Comunista da Espanha. Ele lutou na Guerra Civil Espanhola ao lado da Segunda República Espanhola. Foi executado pelo garrote vil do governo de Francisco Franco.